# 栗林祐輔
栗林 祐輔（くりばやし ゆうすけ、1977年（昭和52年）- ）は能楽師（笛方森田流）である。

## 概説
能にはさして興味はなかったが、国立能楽堂の近くに住んでいるという理由で22歳のとき国立能楽堂能楽（三役）第6期研修生を受験。能を初めて鑑賞したのは、研修生になってからだらだという。2005年（平成17年）に研修が終了すると、松田弘之及び杉市和に師事。『道成寺』、『翁附』、『望月』、『清経　恋之音取』などを披く。海外公演や新作能にも多数参加している。

## 脚註